# Trinidad (Bolivia)
Trinidad, oficialmente La Santísima Trinidad, es una ciudad de Bolivia, capital y ciudad más poblada del departamento del Beni dentro de la provincia de Cercado. La ciudad tiene una superficie de 35 km² y el municipio cuenta con una población de 106.596 habitantes (según el Censo INE 2012), siendo el municipio más poblado del Departamento del Beni y la duodécima ciudad más poblada de Bolivia.
Fue fundada el 9 de junio de 1686 por el jesuita Cipriano Barace como parte de las misiones jesuíticas de Moxos con el nombre de La Santísima Trinidad. Fue nombrada capital del departamento del Beni desde su creación en 1842 por ley del presidente de Bolivia, el mariscal José Ballivián.

## Historia

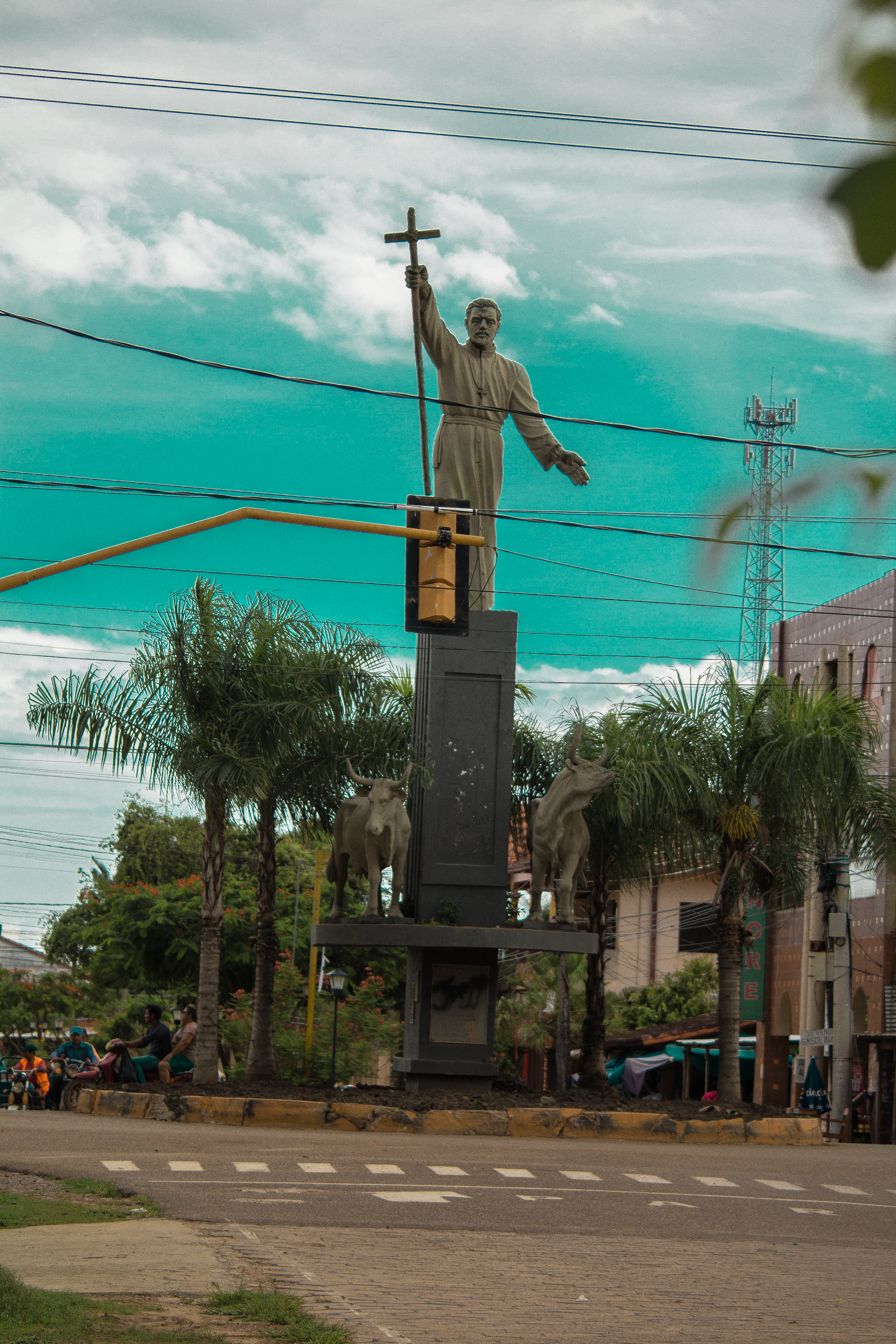
Monumento a Cipriano Barace.

### Época prehispánica
Entre el IV a. C. hasta el siglo XIII, en la región de los llanos de Moxos, se desarrolló una cultura conocida como la cultura hidráulica de las Lomas. En el poblado de Casarabe, situado a 51 kilómetros al este de Trinidad, se encuentra la región más fértil y menos anegada de los llanos de Moxos. Ahí se descubrieron una gran cantidad de montículos monumentales y campos agrícolas asociados y movimientos de tierra integrados. Esta región probablemente acogió una de las sociedades más complejas de los llanos de Moxos prehispánicos. La cultura de Casarabe, hasta donde se conoce hoy en día, se extendía por un área de unos 4.500 kilómetros cuadrados, con uno de sus grandes asentamientos ocupando una zona de alrededor de 500 kilómetros cuadrados.

### Fundación
Fue fundada a orillas del río Mamoré, por el jesuita Cipriano Barace en 1686 con el nombre de La Santísima Trinidad, como parte de las Misiones jesuíticas de Moxos. Algunas fuentes mencionan el 9 de junio de 1686 como fecha de fundación de la misión de Trinidad. Debido a la situación desfavorable por las inundaciones del río, el sitio fue trasladado en 1769 a unos 14 kilómetros, efectuado por el padre Pedro de la Rocha. Hoy se encuentra a 160 m s. n. m., cercano al río Ibare.

### Época republicana
En Trinidad se dieron un número de rebeliones indígenas en contra de los blancos, o carayanas como también se los conoce. En 1887 se dio en la ciudad uno de los conflictos más importantes de su historia, conocido como la Guayochería, liderado por el indígena itonama Andrés Guayacho, que planeó matar a los carayanas (blancos) de la ciudad, con la ayuda de los demás indígenas. Este conflicto terminó con una victoria de las autoridades bolivianas, que a pesar de perder 21 jóvenes expedicionarios, aprisionaron a los rebeldes indígenas y los condenaron con la pena de muerte. Guayacho fue apresado por un escuadrón formado en Trinidad y sometido a cruel interrogatorio con torturas, azotes e inmediato fusilamiento.

### SigloXX
En 1924 fue colocada la primera piedra fundamental de la catedral por el monseñor Ramón Calvo, primer vicario apostólico del Beni, obra que fue luego concluida en 1938.

## Geografía
Trinidad se encuentra en las tierras bajas de Bolivia, específicamente en los llanos de Moxos.
El relieve del municipio es entre plano a moderadamente inclinado, lo cual da lugar a una serie de inundaciones estacionales a consecuencia del estancamiento del agua de lluvia, que fluye generalmente hacia el norte.
Trinidad está situada a unos 500 km aproximadamente de la ciudad de La Paz, sede de gobierno de Bolivia, y de Santa Cruz de la Sierra. Se encuentra a una altitud de 160 m s. n. m. y el río Mamoré pasa a 13 kilómetros al oeste de la ciudad. El municipio de Trinidad ocupa la porción más meridional de la provincia de Cercado, al centro-este del departamento del Beni. Limita al norte con el municipio de San Javier, al este y al sur con la provincia de Marbán, y al oeste con la provincia de Moxos.

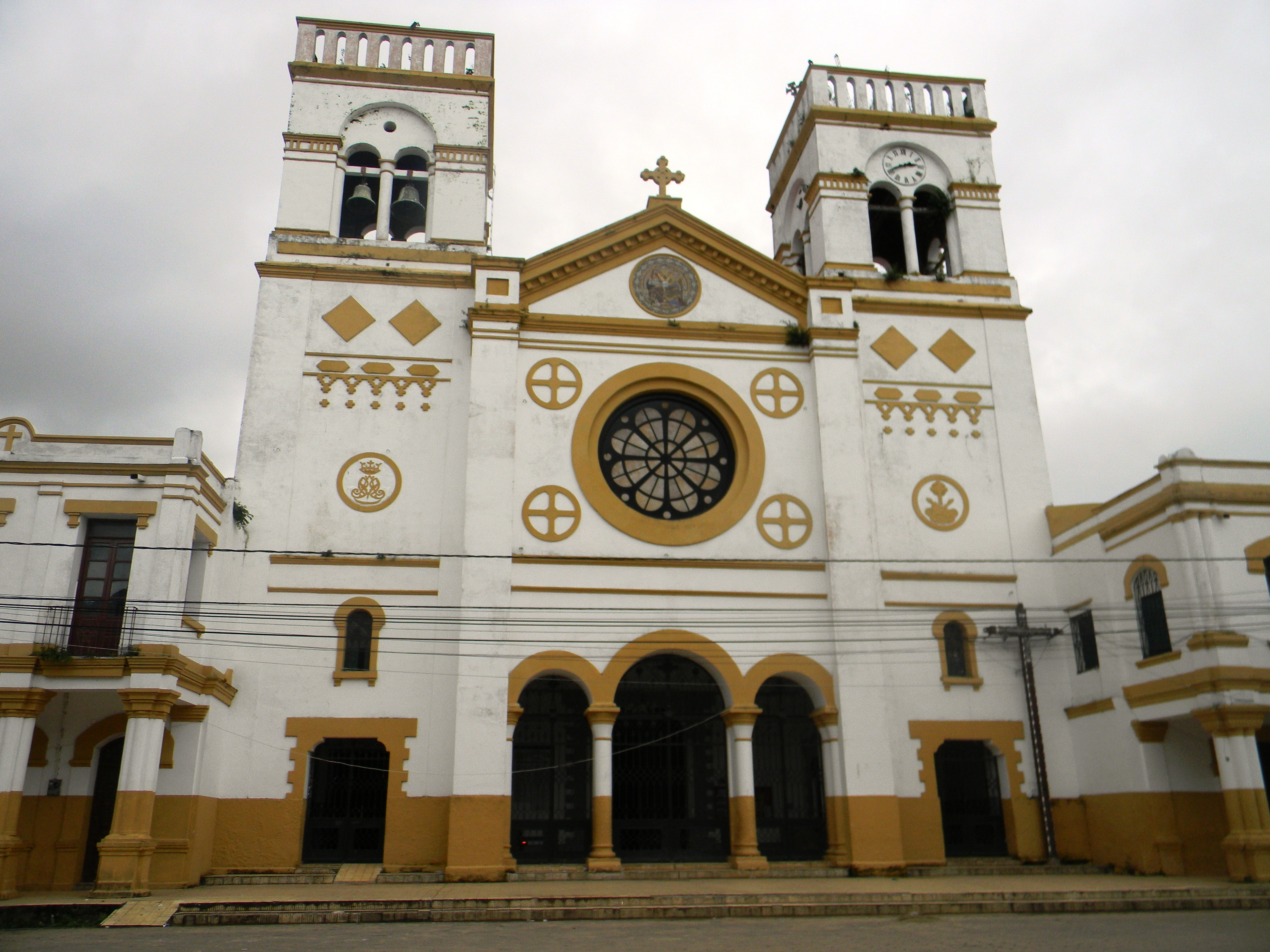
La catedral de Trinidad, ubicada al frente de la plaza Mariscal José Ballivián.

### Clima
Tiene un clima caliente y húmedo tropical con una temperatura promedio de 24.8 °C. Los períodos de lluvia están concentrados principalmente entre diciembre y abril y tiene una precipitación promedio anual de 1800 mm.
| Parámetros climáticos promedio Trinidad, Bolivia | Parámetros climáticos promedio Trinidad, Bolivia | Parámetros climáticos promedio Trinidad, Bolivia | Parámetros climáticos promedio Trinidad, Bolivia | Parámetros climáticos promedio Trinidad, Bolivia | Parámetros climáticos promedio Trinidad, Bolivia | Parámetros climáticos promedio Trinidad, Bolivia | Parámetros climáticos promedio Trinidad, Bolivia | Parámetros climáticos promedio Trinidad, Bolivia | Parámetros climáticos promedio Trinidad, Bolivia | Parámetros climáticos promedio Trinidad, Bolivia | Parámetros climáticos promedio Trinidad, Bolivia | Parámetros climáticos promedio Trinidad, Bolivia | Parámetros climáticos promedio Trinidad, Bolivia |
| Mes                                              | Ene.                                             | Feb.                                             | Mar.                                             | Abr.                                             | May.                                             | Jun.                                             | Jul.                                             | Ago.                                             | Sep.                                             | Oct.                                             | Nov.                                             | Dic.                                             | Anual                                            |
| ------------------------------------------------ | ------------------------------------------------ | ------------------------------------------------ | ------------------------------------------------ | ------------------------------------------------ | ------------------------------------------------ | ------------------------------------------------ | ------------------------------------------------ | ------------------------------------------------ | ------------------------------------------------ | ------------------------------------------------ | ------------------------------------------------ | ------------------------------------------------ | ------------------------------------------------ |
| Temp. máx. abs. (°C)                             | 37                                               | 37                                               | 37                                               | 40                                               | 42                                               | 39                                               | 38                                               | 40                                               | 37                                               | 40                                               | 38                                               | 37                                               | 42                                               |
| Temp. máx. media (°C)                            | 30                                               | 30                                               | 30                                               | 30                                               | 28                                               | 27                                               | 28                                               | 30                                               | 31                                               | 32                                               | 31                                               | 30                                               | 29.8                                             |
| Temp. media (°C)                                 | 27                                               | 27                                               | 27                                               | 26                                               | 25                                               | 23                                               | 23                                               | 24                                               | 25                                               | 27                                               | 26                                               | 27                                               | 25.6                                             |
| Temp. mín. media (°C)                            | 23                                               | 23                                               | 23                                               | 22                                               | 20                                               | 17                                               | 17                                               | 18                                               | 19                                               | 21                                               | 22                                               | 22                                               | 20.6                                             |
| Temp. mín. abs. (°C)                             | 15                                               | 16                                               | 13                                               | 12                                               | 8                                                | 7                                                | 3                                                | 7                                                | 10                                               | 12                                               | 12                                               | 13                                               | 3                                                |
| Lluvias (mm)                                     | 310                                              | 260                                              | 220                                              | 130                                              | 100                                              | 50                                               | 40                                               | 40                                               | 90                                               | 130                                              | 190                                              | 270                                              | 1830                                             |
| Horas de sol                                     | 390                                              | 389                                              | 360                                              | 350                                              | 270                                              | 230                                              | 210                                              | 200                                              | 236                                              | 297                                              | 342                                              | 390                                              | 3664                                             |
| Humedad relativa (%)                             | 78                                               | 76                                               | 77                                               | 78                                               | 79                                               | 80                                               | 79                                               | 81                                               | 83                                               | 80                                               | 79                                               | 75                                               | 78.8                                             |
| [cita requerida]                                 |                                                  |                                                  |                                                  |                                                  |                                                  |                                                  |                                                  |                                                  |                                                  |                                                  |                                                  |                                                  |                                                  |

## Ecología
El municipio de Trinidad cuenta con el área protegida municipal Ibare-Mamoré, ubicada a 6 km al oeste de la ciudad. Abarca bosques, pampas y humedales de los llanos de Moxos, entre los ríos Ibare y Mamoré y comprende un área de 25.608 hectáreas. En 1998 se registraron en esta área 46 especies de mamíferos, 218 de aves, 13 de reptiles, 28 de anfibios y 175 de mariposas. Entre las más emblemáticas están el bufeo, jaguar, pejichi, ciervo de los pantanos y el lobito de río.

## Demografía
De acuerdo con el censo boliviano de 2024, la población del municipio de Trinidad es de 124 357 habitantes. Esto convierte a Trinidad en el municipio y la ciudad más poblada del departamento del Beni y la décima área urbana del país.
La población del municipio se duplicó entre 1992 y 2024, mientras que la población de la ciudad se ha multiplicado en las últimas tres décadas y media:
| Año  | Habitantes (municipio) | Habitantes (ciudad) | Fuente         |
| ---- | ---------------------- | ------------------- | -------------- |
| 1976 | -                      | 27.583              | Censo INE 1976 |
| 1992 | 60.953                 | 57.328              | Censo INE 1992 |
| 2001 | 79.963                 | 75.987              | Censo INE 2001 |
| 2012 | 106.596                | 101.454             | Censo INE 2012 |
| 2024 | 124.357                | 119.454             | Censo INE 2024 |

## Transporte

### Terrestre

#### Transporte interdepartamental
Existen 2 principales e importantes carreteras que llegan a la ciudad de Trinidad que son de carácter interdepartamental, los cuales son: la Ruta Nacional 3 y la Ruta Nacional 9. Ambas rutas, conectan vía terrestre a Trinidad con el resto del país. 
La Ruta Nacional 3 (más conocida también como el Camino La Paz-Trinidad) es una importante vía interdepartamental que conecta la ciudad de Trinidad con la ciudad de La Paz (sede de gobierno de Bolivia), y a la vez, también con la ciudad de El Alto. La distancia entre ambas ciudades es de 602 kilómetros.
La otra carretera, es la Ruta Nacional 9 (más conocida también como el Camino Santa Cruz-Trinidad), la cual es otra vía interdepartamental que conecta la ciudad de Trinidad con la ciudad de Santa Cruz de la Sierra. Existen 550 kilómetros de distancia entre ambas ciudades.

#### Transporte interprovincial
Trinidad también se conecta con las ciudades del norte del departamento del Beni (Riberalta y Guayaramerín) con 3 importantes carreteras.
La Ruta Nacional 3 y la Ruta Nacional 8 conectan a la ciudad de Trinidad con Riberalta donde existen 890 kilómetros de distancia entre ambas ciudades. La Ruta Nacional 9 conecta a Trinidad con Guayaramerin donde existe una distancia de 695 kilómetros.
Algunas carreteras del Departamento del Beni son transitables solo en época seca ya que durante época de lluvias los caminos en casi todo el departamento son intransitables. Hasta la localidad de San Ignacio de Moxos la carretera es asfaltada y está en planes la construcción de un puente sobre el río Mamoré.
Se había planificado una carretera uniría con la ciudad de Cochabamba pasando por el Territorio indígena y parque nacional Isiboro-Sécure, aunque su construcción se ha detenido debido a la oposición de numerosos sectores e indígenas por los severos efectos medioambientales que tendría.
A 13 km de la ciudad se encuentra puerto Varador a orillas del río Mamoré.

### Transporte aéreo
Trinidad también cuenta con el aeropuerto Teniente Jorge Henrich Arauz, al cual llegan vuelos desde las principales ciudades de Bolivia como ser de: La Paz, Santa Cruz de la Sierra y Cochabamba, y es además centro de operaciones de varias aerolíneas a nivel nacional (Ecojet y Boliviana de Aviación) y departamental con las ciudades de Riberalta y Rurrenabaque. 
Trinidad, también cuenta con vuelos interprovinciales en avionetas, siendo Santa Ana del Yacuma, la mayor demanda de pasajeros que hay en todo el departamento, con un total de más de 30 vuelos al mes. También conecta con las poblaciones San Borja, Guayaramerin, Santa Rosa del Yacuma, Reyes, San Joaquín, Magdalena, Baures, Huacaraje, San Ramón y Loreto.

### Transporte fluvial
Hasta el siglo XX, el principal medio de transporte de Trinidad fue el fluvial, principalmente desde el río Ibare.

## Servicios públicos
La distribución de energía eléctrica a la ciudad de Trinidad está a cargo de la Compañía de Servicios Eléctricos (COSERELEC S.A.). La distribución del servicio eléctrico abarca el área urbana de Trinidad así como las localidades vecinas como Casarabe, Puerto Almacén, Loma Suárez, Puerto Ballivián y Puerto Varador. Según el censo nacional de 2012, el 93,8 % de la población del municipio cuenta con energía eléctrica. Al 2007, el costo de la energía eléctrica en Trinidad era de los más caros entre los sistemas de distribución de Bolivia.

## Educación
En Trinidad funcionan en total 88 unidades educativas, entre fiscales y particulares.
Trinidad alberga una sede de la universidad privada Univalle, y también cuenta con la sede principal de la universidad pública llamada Universidad Autónoma del Beni José Ballivián (UABJB), antes llamada Universidad Técnica del Beni. Esta última fue fundada el 18 de noviembre de 1967 y cuenta con 8 facultades, 25 carreras a nivel licenciatura, 5 a nivel técnico superior y 3 a nivel técnico medio.